# 豪拉縣
豪拉縣是印度的一個縣，位於該國東北部，由西孟加拉邦負責管轄，面積1,467平方公里，每年平均降雨量1,461毫米，識字率為83.85%，2011年人口4,841,638，人口密度每平方公里3,300人。

## 外部連結
- West Bengal Government - map of Howrah district（页面存档备份，存于）
- Calcuttaweb - Map of Howrah district